# جوردن هاگتون
جوردن هاگتون (انگلیسی: Jordan Houghton؛ زادهٔ ۵ نوامبر ۱۹۹۵) بازیکن فوتبال اهل بریتانیا است.
از باشگاه‌هایی که در آن بازی کرده است می‌توان به باشگاه فوتبال میلتون کینز دونز، آکادمی و تیم دوم باشگاه فوتبال چلسی، باشگاه فوتبال گیلینگام، و باشگاه فوتبال پلیموث آرگیل اشاره کرد.
وی همچنین در تیم‌های ملی فوتبال زیر ۱۶ سال انگلستان، زیر ۱۷ سال انگلستان، و زیر ۲۰ سال انگلستان بازی کرده است.